# Санта Марија Уно (Терамо)
Санта Марија Уно (итал. Santa Maria Uno) је насеље у Италији у округу Терамо, региону Абруцо.
Према процени из 2011. у насељу је живело 60 становника. Насеље се налази на надморској висини од 391 м.